# جف گای
جف گای (انگلیسی: Geoff Gay؛ زادهٔ ۴ فوریهٔ ۱۹۵۷) بازیکن فوتبال اهل بریتانیا است.
از باشگاه‌هایی که در آن بازی کرده‌است می‌توان به باشگاه فوتبال مکلسفیلد تاون، باشگاه فوتبال کرو آلکساندرا، باشگاه فوتبال بولتون واندررز، باشگاه فوتبال چورلی، باشگاه فوتبال اکستر سیتی، باشگاه فوتبال ویگان اتلتیک، باشگاه فوتبال ساوتپورت، و باشگاه فوتبال درویلزدن اشاره کرد.